# Anodonthyla
Anodonthyla Müller, 1892 è un genere di rane della famiglia Microhylidae, endemico del Madagascar.

## Descrizione

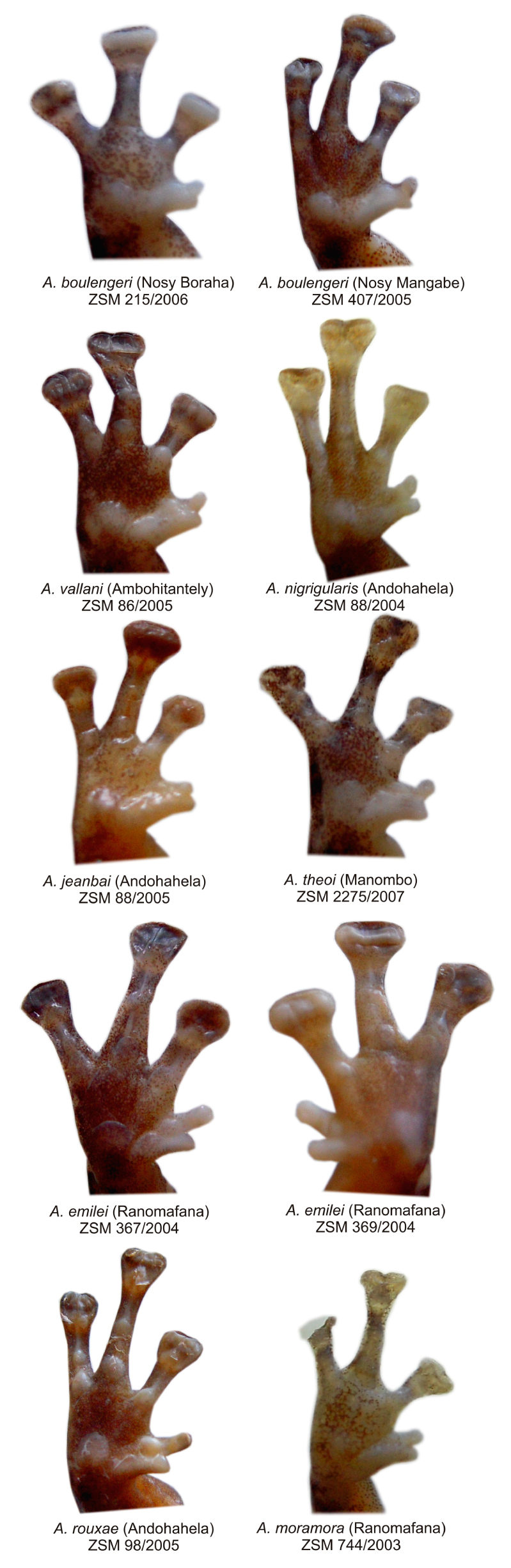
Visione della superficie palmare di varie specie di Anodonthyla

Sono microlilidi di piccole dimensioni, di lunghezza oscillante dai 15–17 mm di A. moramora ai 32–34 mm di A. montana.

Una delle più evidenti sinapomorfie del genere è data dalla presenza, nei maschi, di un dito rudimentale addizionale sul versante preassiale del pollice, detto prepollex, che generalmente è strettamente connesso al primo dito per la gran parte della sua lunghezza. Sia nei maschi che nelle femmine il primo dito è molto corto rispetto a quello di altri generi della sottofamiglia Cophylinae.

## Biologia

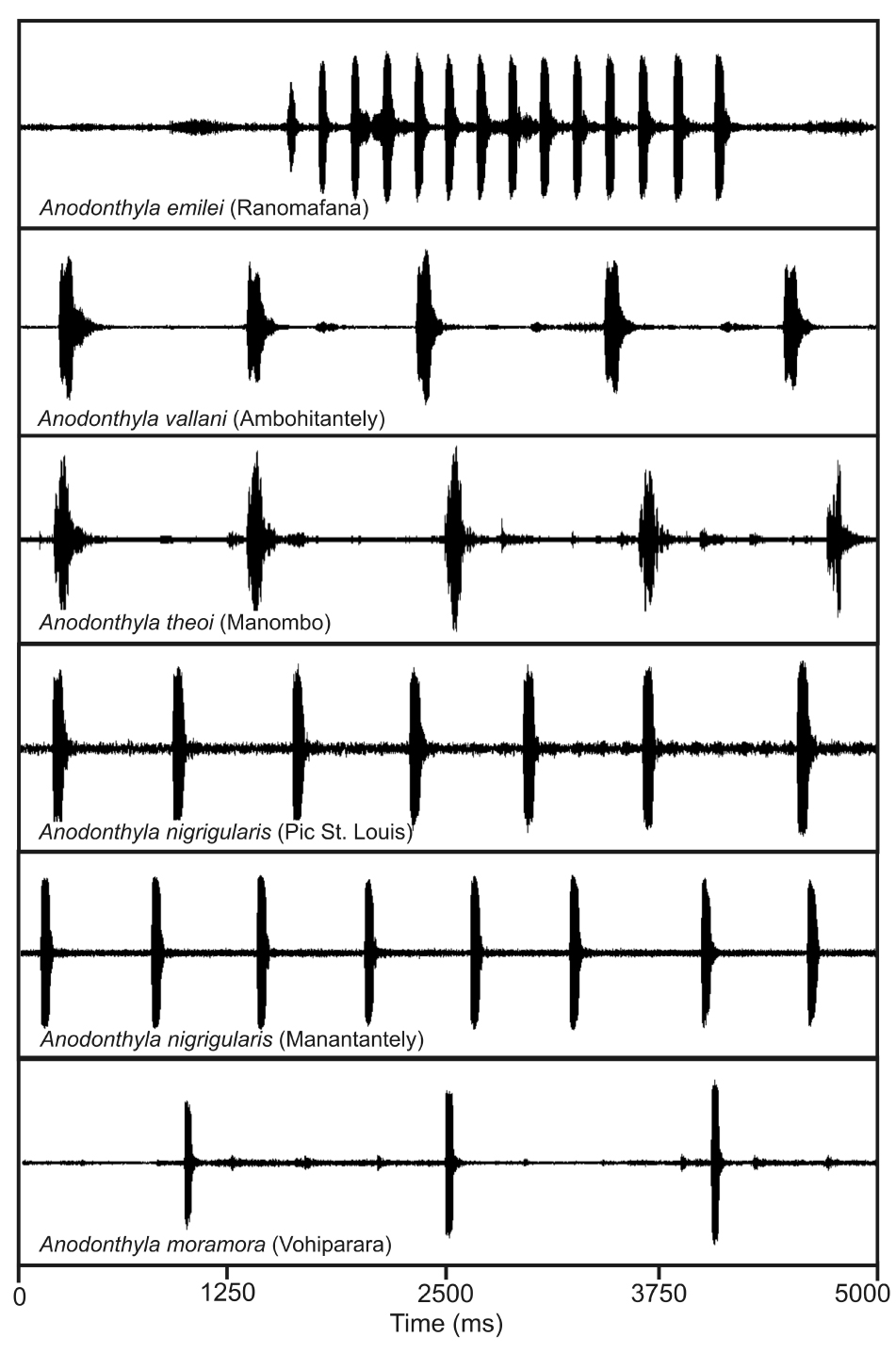
Forme d'onda dei richiami di alcune specie di Anodonthyla

Come per altre Cophylinae, il richiamo della maggior parte delle specie di Anodonthyla è costituito da una lunga serie regolare di note tonali, di durata variabile, ma in ogni caso più brevi di quelli dei generi Cophyla e Rhombophryne. 
Fa eccezione il richiamo di A. emilei che è caratterizzato da una rapida serie di 13-14 note. Mancano informazioni sui richiami di A. jeanbai,  A. montana e A. rouxae.

## Tassonomia
Analisi di genetica molecolare indicano che Cophylinae e Scaphiophryninae formano, all'interno della famiglia Microhylidae, un clade evolutosi nel Madagascar, distinto dalle Dyscophinae, che appartengono ad una linea evolutiva separata, imparentata con i microilidi dell'Asia.
Il genere Anodonthyla comprende le seguenti specie:
- Anodonthyla boulengerii Müller, 1892
- Anodonthyla emilei Vences, Glaw, Köhler, and Wollenberg, 2010
- Anodonthyla eximia Scherz, Hutter, Rakotoarison, Riemann, Rödel, Ndriantsoa, Glos, Roberts, Crottini, Vences, and Glaw, 2019
- Anodonthyla hutchisoni Fenolio, Walvoord, Stout, Randrianirina, and Andreone, 2007
- Anodonthyla jeanbai Vences, Glaw, Köhler, and Wollenberg, 2010
- Anodonthyla montana Angel, 1925
- Anodonthyla moramora Glaw and Vences, 2005
- Anodonthyla nigrigularis Glaw and Vences, 1992
- Anodonthyla pollicaris (Boettger, 1913)
- Anodonthyla rouxae Guibé, 1974
- Anodonthyla theoi Vences, Glaw, Köhler, and Wollenberg, 2010
- Anodonthyla vallani Vences, Glaw, Köhler, and Wollenberg, 2010

Analisi genetiche su esemplari prelevati dall'area del parco nazionale di Ranomafana (ZCMV 257 e ZMA 20246), il cui patrimonio genetico differisce da quello delle specie note, fanno presupporre l'esistenza di altre specie non ancora descritte.